# Regiones di Io
Segue una lista delle regiones presenti sulla superficie di Io. La nomenclatura di Io è regolata dall'Unione Astronomica Internazionale; la lista contiene solo formazioni esogeologiche ufficialmente riconosciute da tale istituzione.
Le regiones di Io portano i nomi di personaggi e luoghi legati al mito di Io, di luoghi dell'Inferno dantesco o di altre strutture superficiali poste nelle vicinanze.

## Prospetto
| Regio           | Eponimo | Latitudine | Longitudine | Diametro   |
| --------------- | --- | ---------- | ----------- | ---------- |
| Bactria Regio   | Battria - Regione attraversata da Io in fuga dal tafano.                                                             | 48,25° S   | 123,53° W   | 663,1 km   |
| Bosphorus Regio | Bosforo - Stretto attraversato da Io in fuga dal tafano.                                                             | 2,3° S     | 120,57° W   | 1607,21 km |
| Bulicame Regio  | Bullicame - Sorgente di acqua sulfurea calda, sita appena fuori Viterbo, citata da Dante nel XIV canto dell'Inferno. | 34,79° N   | 189,94° W   | 514,24 km  |
| Chalybes Regio  | Calbia - Regione attraversata da Io in fuga dal tafano.                                                              | 56,88° N   | 84,67° W    | 760,29 km  |
| Colchis Regio   | Colchide - Regione attraversata da Io in fuga dal tafano.                                                            | 2,47° N    | 208,42° W   | 2860 km    |
| Illyrikon Regio | Illirico - Regione attraversata da Io in fuga dal tafano.                                                            | 70,88° S   | 177,77° W   | 1000,51 km |
| Lerna Regio     | Lerna – Città dell'antica Grecia presso Lyrcea, luogo natale di Io.                                                  | 61,8° S    | 292,08° W   | 580,94 km  |
| Media Regio     | Media - Regione attraversata da Io in fuga dal tafano.                                                               | 10,62° N   | 59,9° W     | 2627,92 km |
| Mycenae Regio   | Micene - Città dell'antica Grecia dove Io venne trasformata in giumenta.                                             | 36,6° S    | 164,95° W   | 594,01 km  |
| Tarsus Regio    | Tarso - Regione attraversata da Io in fuga dal tafano.                                                               | 36,69° S   | 53,4° W     | 1498,59 km |